# Susan DiBona
Susan Jeanne DiBona (* 18. Februar 1974 in New Haven, Connecticut) ist eine US-amerikanische Komponistin.

## Leben
Im Alter von sieben Jahren erlernte Susan DiBona das Klavierspiel bei Leopold Godowsky III, dem Enkel von Leopold Godowsky und Neffen von George Gershwin. Er betreute sie weiter, als sie im Alter von zwölf Jahren zum ersten Mal Konzerte gab. Nebenbei studierte sie Instrumente wie die Viola, Orgel, Flöte, Fagott, und das Cello. Während ihrer Schulzeit arbeitete sie auch als Arrangeurin, Studiomusikerin und Musikdirektorin an unterschiedlichen Produktionen in New York, Connecticut und Buenos Aires. Anschließend studierte sie Europäische Sprachen, Literatur und Musik am Barnard College und der Columbia University.
Während ihres Studiums arbeitete sie als Gesangstrainerin und Musikdirektorin an mehreren Musicals, mit denen sie sowohl in den Vereinigten Staaten als auch in Europa auf Tournee ging. Nach einer längeren Tour beschloss sie in Europa zu bleiben und ließ sich in Berlin nieder, wo sie als Studiomusikerin, Arrangeurin und Komponistin arbeitete. Hier debütierte sie mit der Dokumentation Warum halb vier? als Filmkomponistin und schrieb für die beiden Fernsehfilme Ich leih’ mir eine Familie und Die Liebesflüsterin jeweils die Musik. Sie ist danach nach Süditalien gegangen, um ihre Karriere als Filmmusikkomponistin und Dirigentin weiter zu führen.
2015 gewann sie die Silbermedaille des Global Music Awards in den Kategorien „Komponist/Komposition“ und „Original Soundtrack Film & Fernsehen“. 2017 erhielt sie zwei Nominierungen für den Filmmusikpreis  Premio Colonne Sonore: Bester italienischer Filmkomponist und Beste Musik für einen italienischen Film.

## Filmografie (Auswahl)
- 2006: Warum halb vier?
- 2007: Ich leih’ mir eine Familie
- 2008: Die Liebesflüsterin
- 2009: Tatort – Platt gemacht
- 2011: Tatort – Rendezvous mit dem Tod
- 2012: Tatort – Schwarzer Afghane
- 2015: Die kalte Wahrheit
- 2015: The Transparent Woman
- 2017: W Gli Sposi
- 2018: Jessica Frost
- 2019: Midway to Love
- 2020: I Liviatani - Cattive attitudini